# تپه کلاته هیزمی ۱
تپه کلاته هیزمی ۱ مربوط به هزاره اول قبل از میلاد است و در شهرستان شاهرود، بخش بیارجمند، دهستان خوارتوران، روستای کلاته هیزمی واقع شده و این اثر در تاریخ ۷ اسفند ۱۳۸۶ با شمارهٔ ثبت ۲۱۴۱۷ به‌عنوان یکی از آثار ملی ایران به ثبت رسیده است.